# 25. ceremonia wręczenia Oscarów
25. ceremonia rozdania Oscarów odbyła się 19 marca 1953 roku w RKO Pantages Theatre w Los Angeles i NBC International Theatre w Nowym Jorku. Była to pierwsza ceremonia transmitowana w telewizji.

## Laureaci i nominowani
Dla wyróżnienia zwycięzców poszczególnych kategorii, napisano ich pogrubioną czcionką oraz umieszczono na przedzie (tj. poza kolejnością nominacji na oficjalnych listach).

### Najlepszy Film
- Cecil B. DeMille − Największe widowisko świata
- Stanley Kramer − W samo południe
- Pandro S. Berman − Ivanhoe
- John Huston (Romulus Films) − Moulin Rouge
- John Ford, Merian C. Cooper − Spokojny człowiek

### Najlepszy Aktor
- Gary Cooper − W samo południe
- Marlon Brando − Viva Zapata!
- Kirk Douglas − Piękny i zły
- José Ferrer − Moulin Rouge
- Alec Guinness − Szajka z Lawendowego Wzgórza

### Najlepsza Aktorka
- Shirley Booth − Wróć, mała Shebo
- Joan Crawford − Sudden Fear
- Bette Davis − Gwiazda
- Julie Harris − Gość weselny
- Susan Hayward − Z pieśnią w sercu

### Najlepszy Aktor Drugoplanowy
- Anthony Quinn − Viva Zapata!
- Richard Burton − Moja kuzynka Rachela
- Arthur Hunnicutt − Bezkresne niebo
- Victor McLaglen − Spokojny człowiek
- Jack Palance − Sudden Fear

### Najlepsza Aktorka Drugoplanowa
- Gloria Grahame − Piękny i zły
- Jean Hagen − Deszczowa piosenka
- Colette Marchand − Moulin Rouge
- Terry Moore − Wróć, mała Shebo
- Thelma Ritter − Z pieśnią w sercu

### Najlepszy Reżyser
- John Ford − Spokojny człowiek
- Joseph L. Mankiewicz − Kryptonim Cicero
- Cecil B. DeMille − Największe widowisko świata
- Fred Zinnemann − W samo południe
- John Huston − Moulin Rouge

### Najlepszy Scenariusz Oryginalny
- T.E.B. Clarke − Szajka z Lawendowego Wzgórza
- Sydney Boehm − Atomowe miasto
- Terence Rattigan − Bariera dźwięku
- Ruth Gordon i Garson Kanin − Pat i Mike
- John Steinbeck − Viva Zapata!

### Najlepsze Materiały do Scenariusza
- Fredric M. Frank, Theodore St. John i Frank Cavett − Największe widowisko świata
- Leo McCarey − Mój syn John
- Martin Goldsmith i Jack Leonard − Wąska krawędź
- Guy Trosper − The Pride of St. Louis
- Edna Anhalt i Edward Anhalt − The Sniper

### Najlepszy Scenariusz Adaptowany
- Charles Schnee − Piękny i zły
- Michael Wilson − Kryptonim Cicero
- Carl Foreman − W samo południe
- Roger MacDougall, John Dighton i Alexander Mackendrick − Człowiek w białym ubraniu
- Frank S. Nugent − Spokojny człowiek

### Najlepsze zdjęcia

#### Film czarno−biały
- Robert Surtees − Piękny i zły
- Russell Harlan − Bezkresne niebo
- Joseph LaShelle − Moja kuzynka Rachela
- Virgil Miller − Navajo
- Charles Lang − Nagły strach

#### Film barwny
- Winton C. Hoch i Archie Stout − Spokojny człowiek
- Harry Stradling − Hans Christian Andersen
- Freddie Young − Ivanhoe
- George Folsey − Million Dollar Mermaid
- Leon Shamroy − Śniegi Kilimandżaro

### Najlepsza Scenografia i Dekoracja Wnętrz

#### Film Czarno−Biały
- Cedric Gibbons, Edward C. Carfagno, Edwin B. Willis i Keogh Gleason − Piękny i zły
- Hal Pereira, Roland Anderson i Emile Kuri − Siostra Carrie
- Lyle Wheeler, John DeCuir i Walter M. Scott − Moja kuzynka Rachela
- Takashi Matsuyama i H. Motsumoto − Rashōmon
- Lyle Wheeler, Leland Fuller, Thomas Little i Claude Carpenter − Viva Zapata!

#### Film Kolorowy
- Paul Sheriff i Marcel Vertès − Moulin Rouge
- Richard Day, Clave i Howard Bristol − Hans Christian Andersen
- Cedric Gibbons, Paul Groesse, Edwin B. Willis i Arthur Krams − Wesoła wdowa
- Frank Hotaling, John McCarthy Jr. i Charles Thompson − Spokojny człowiek
- Lyle Wheeler, John DeCuir, Thomas Little i Paul S. Fox − Śniegi Kilimandżaro

### Najlepszy Dźwięk
- London Film Sound Department − Bariera dźwięku
- Samuel Goldwyn Studio Sound Department, reżyser dźwięku: Gordon Sawyer − Hans Christian Andersen
- Pinewood Studios Sound Department − The Card
- Republic Studio Sound Department, reżyser dźwięku: Daniel J. Bloomberg − Spokojny człowiek
- 20th Century Fox Studio Sound Department, reżyser dźwięku: Thomas T. Moulton − Z pieśnią w sercu

### Najlepsza Piosenka
- „High Noon (Do Not Forsake Me, Oh My Darlin')” − W samo południe − muzyka: Dimitri Tiomkin, słowa: Ned Washington
- „Am I in Love” − Son of Paleface − muzyka i słowa: Jack Brooks
- „Because You're Mine” − Because You're Mine − muzyka: Nicholas Brodszky, słowa: Sammy Cahn
- „Thumbelina” − Hans Christian Andersen − muzyka i słowa: Frank Loesser
- „Zing a Little Zong” − Just for You − muzyka: Harry Warren, słowa: Leo Robin

### Najlepsza Muzyka

#### Dramat
- Dimitri Tiomkin − W samo południe
- Miklós Rózsa − Ivanhoe
- Max Steiner − Objawienia Matki Boskiej Fatimskiej
- Herschel Burke Gilbert − Złodziej
- Alex North − Viva Zapata!

#### Musical
- Alfred Newman − Z pieśnią w sercu
- Walter Scharf − Hans Christian Andersen
- Ray Heindorf i Max Steiner − The Jazz Singer
- Gian Carlo Menotti − The Medium
- Lennie Hayton − Deszczowa piosenka

### Najlepszy Montaż
- Elmo Williams i Harry Gerstad − W samo południe
- Warren Low − Wróć, mała Shebo
- William Austin − Flat Top
- Anne Bauchens − Największe widowisko świata
- Ralph Kemplen − Moulin Rouge

### Najlepsze Kostiumy

#### Film Czarno-Biały
- Helen Rose − Piękny i zły
- Jean Louis − Przygoda na Trynidadzie
- Edith Head − Siostra Carrie
- Charles LeMaire i Dorothy Jeakins − Moja kuzynka Rachela
- Sheila O’Brien − Sudden Fear

#### Film Kolorowy
- Marcel Vertès − Moulin Rouge
- Edith Head, Dorothy Jeakins i Miles White − Największe widowisko świata
- Clave, Mary Wills i Barbara Karinska − Hans Christian Andersen
- Helen Rose i Gile Steele − Wesoła wdowa
- Charles LeMaire − Z pieśnią w sercu

### Najlepsze Efekty Specjalne
- Metro-Goldwyn-Mayer − Podróż ku Nowemu Światu

### Najlepszy Krótkometrażowy Film Animowany
- Fred Quimby − Mysi walc (z serii Tom i Jerry)
- Fred Quimby − Little Johnny Jet
- Stephen Bosustow − Madeline
- Stephen Bosustow − Pink and Blue Blues (z serii Mr. Magoo)
- Tom Daly − The Romance of Transportation in Canada

### Najlepszy Krótkometrażowy Film na Jednej Rolce
- Boris Vermont − Light in the Window: The Art of Vermeer
- Jack Eaton − Athletes of the Saddle
- Gordon Hollingshead − Desert Killer
- Norman McLaren − Neighbours
- Crown Film Unit − Royal Scotland

### Najlepszy Krótkometrażowy Film na Dwóch Rolkach
- Walt Disney − Water Birds
- London Film Production − Bridge of Time
- Herbert Morgan − Devil Take Us
- Gordon Hollingshead − Thar She Blows!

### Najlepszy Film Dokumentalny

#### Krótkometrażowy
- Norman McLaren − Kochaj sąsiada swego
- Herbert Morgan − Devil Take Us
- Alberto Ancilotto − Epeira Diadema (ang. The Garden Spider)
- Stephen Bosustow − Man Alive!

#### Pełnometrażowy
- Irwin Allen − Sea Around Us
- Dore Schary − The Hoaxters
- Hall Bartlett − Navajo

### Najlepszy Film Nieanglojęzyczny
- Zakazane zabawy –  Francja

### Oscary Honorowe i Specjalne
- George Alfred Mitchell – za wybitne osiągnięcia w pracy kamerą
- Joseph M. Schenck – za wybitne osiągnięcia jako producent
- Merian C. Cooper – za wybitne osiągnięcia jako producent
- Harold Lloyd – za całokształt pracy aktorskiej
- Bob Hope – za wybitny wkład w Akademię Filmową

### Nagroda im. Irvinga G. Thalberga
- Cecil B. DeMille

### Nagrody Naukowe i Techniczne

#### Klasa I
- Eastman Kodak – za wprowadzenie kolorowego negatywu Eastman i kolorowego filmu do druku Eastman.
- Ansco Film Division of General Aniline and Film Corporation – za wprowadzenie kolorowych filmów Ansco do negatywów i odbitek kolorowych Ansco.

#### Klasa II
- Technicolor Motion Picture Corporation – za ulepszenie metody kolorowej fotografii filmowej przy świetle żarowym. [Fotografia]

#### Klasa III
- Wydziały Projection, Still Photographic i Development Engineering z Metro-Goldwyn-Mayer – za ulepszenie metody wyświetlania tła fotograficznego.
- John G. Frayne, R.R. Scoville i Westrex Corporation – za metode pomiaru znieksztauceń w odtwarzaniu dźwięku.
- Photo Research Corporation – za stworzenie miernika temperatury barwowej Spectra.
- Gustav Jirouch – za projekt automatycznej spawarki do folii Robot.
- Carlos Rivas z Metro-Goldwyn-Mayer – za opracowanie urządzenia do odtwarzania dźwięku na kliszy magnetycznej.